# Партия демократического действия
Партия демократического действия (босн. Stranka Demokratske Akcije — SDA) — консервативная партия, действующая в Боснии и Герцеговине. Лидер партии — Бакир Изетбегович (с 2015).

## История
Партия была основана 26 мая 1990 года на съезде в Сараево. Изначально партия задумывалась как объединение граждан существовавшей на тот момент Югославии мусульманского вероисповедания. На первых многопартийных выборах в 1990 году партия получила 86 мест в Скупщине Боснии и Герцеговины (из 240). Ведущим лицом в партии долгое время был Алия Изетбегович. Представитель партии Мустафа Муезинович — премьер-министр Федерации Боснии и Герцеговины с 18 июня 2009 года, с ноября 2016 года — Посол Боснии и Герцеговины в России.
В настоящее время партия декларирует приверженность общедемократическим и традиционным ценностям, а также стремится к сохранению Боснии и Герцеговины как единого многонационального государства и поддерживает перспективы европейской интеграции Боснии и Герцеговины.

## Участие в выборах
На парламентских выборах 3 октября 2010 года партия получила 214 261 голос и 7 депутатских мандатов в Палате представителей Парламентской Скупщины — 197 890 (19,4 %) и 7 мандатов в Федерации Боснии и Герцеговины и 16 371 (2,64 %) и 0 мандатов в Республике Сербской. На прошедших одновременно президентских выборах кандидат от партии Бакир Изетбегович стал одним из трёх президентов — членов Президиума Боснии и Герцеговины. Изетбегович избирался от боснийской общины и получил 162 797 (34,9 %) голосов.
Партия также собрала 16 861 (2,66 %) голосов и 2 депутатских мандата (из 83) на прошедших одновременно выборах в Народную скупщину Республики Сербской и 206 926 (20,22 %) голосов и 23 депутатских мандата (из 98) — в Парламент Федерации Боснии и Герцеговины.
С февраля 2015 года по декабрь 2019 года представитель партии Денис Звиздич возглавлял Совет Министров Боснии и Герцеговины.